# Instituto dos Advogados Brasileiros

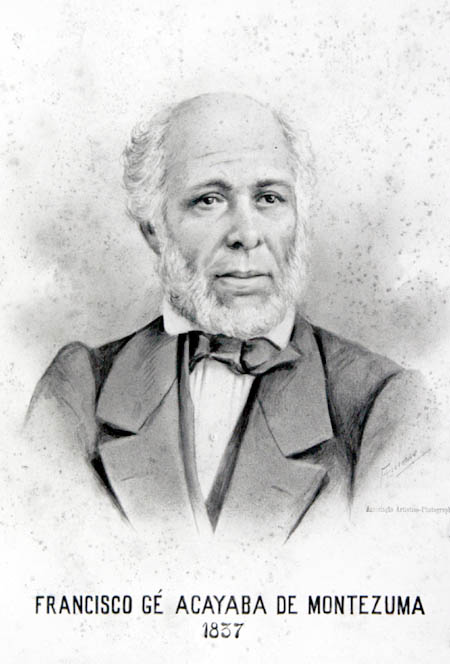
Visconde de Jequitinhonha, Francisco Gê Acaiaba de Montezuma, primeiro Presidente do IAB

O Instituto dos Advogados Brasileiros (IAB) é a instituição máxima do conhecimento jurídico na prática advocatícia no Brasil, criado por ato oficial de 7 de agosto de 1843, sendo a entidade responsável pela criação da Ordem dos Advogados do Brasil.

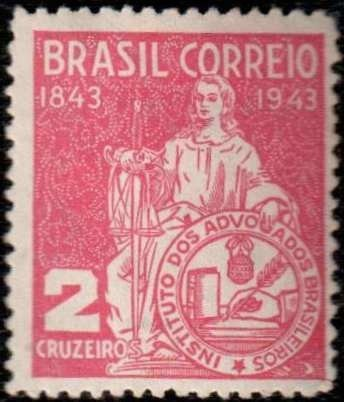
Em selo postal de 1943.

## Histórico
Logo em seguida à Independência do Brasil, em 1827, deu-se a criação dos cursos jurídicos de São Paulo e Recife (Pernambuco), ampliando de forma considerável o número de advogados até então existentes no país. Natural que estes buscassem uma entidade que os representasse. Este movimento cresceu até que, em 1843, o Governo Imperial manda publicar o Aviso, aprovando os Estatutos do Instituto dos Advogados Brasileiros, com o seguinte teor:
"Sua Majestade o Imperador, deferindo benignamente o que lhe foi apresentado por diversos advogados desta Corte, manda pela Secretaria do Estado dos Negócios da Justiça aprovar os Estatutos do Instituto dos Advogados Brasileiros, que os Suplicantes fizeram subir à sua Augusta presença, e que com estes baixam, assinado pelo Conselho Oficial Maior da mesma Secretaria de Estado; com a cláusula, porém, de que será também submetida à Imperial Aprovação o regulamento interno de que tratam os referidos estatutos. Palácio do Rio de Janeiro, em 7 de agosto de 1843. Honório Hermeto Carneiro Leão."

### A primeira mulher
Myrthes Gomes de Campos foi primeira mulher a exercer a advocacia no Brasil, foi também a primeira do gênero a fazer parte do Instituto, em julho de 1906.

## A luta pela fundação da OAB
O artigo segundo dos estatutos do Instituto preconizava como um dos seus prioritários objetivos a criação do capítulo brasileiro da Ordem dos Advogados. Enquanto para o Instituto exigia-se a formação acadêmica, para a Ordem, a quem efetivamente incumbiria dar o aval para o exercício da profissão advocatícia, haveria uma grande oposição do grande número de "práticos" do Direito: os chamados rábulas (mais tarde, "Provisionados", pessoas que sem o diploma universitário que, tendo conhecimentos, recebiam uma "Provisão", autorizando-os advogarem - a medida atendia à grande demanda por advogados num país das dimensões continentais como o Brasil)
A fundação da Ordem, portanto, iria demandar muito tempo de lutas. Já em 1850 o grande jurista baiano Francisco Gê Acaiaba de Montezuma (Visconde de Jequitinhonha), primeiro Presidente do IAB, conseguiu fazer com que o projeto de lei criando-a fosse aprovado no Senado - mas a Câmara dos Deputados sepultou-o. Foi apenas em 1931, quando era Presidente Levi Carneiro, que finalmente a Ordem dos Advogados tornou-se real - quase um século após a fundação do Instituto.

## Estrutura
Tem como entidade máxima interna o Conselho Superior, composto por quarenta membros eleitos bienalmente dentre os mais destacados associados. integram o Conselho, ainda, o Presidente e os ex-presidentes do Instituto. Desde 1929 concede o Instituto a medalha Teixeira de Freitas, homenageando os Advogados que se destacaram por notável conhecimento jurídico. Reúne-se em plenário todas as quartas-feiras onde são discutidos pareceres jurídicos produzidos no âmbito de Comissões especializadas. O Instituto dos Advogados Brasileiros tem âmbito nacional, e os diferentes Institutos de Advogados nos entes federados são entidades parceiras do IAB, a exemplo Instituto dos Advogados de São Paulo  e Instituto dos Advogados da Bahia, instituição da qual fazem parte, desde 1897, juristas da estirpe de Pontes de Miranda, Ruy Barbosa, Josaphat Marinho e Orlando Gomes.  

### Comissões Permanentes
O Instituto possui comissões permanentes para os mais variegados ramos do Direito (Civil, Comercial, Penal, Constitucional, Processual, Propriedade Intelectual, Direitos Humanos, Direitos Sociais, etc.) e ainda comissões para a admissão de novos associados e de Relações Universitárias.

### Centro Cultural
Localizado na sede do IHGB, á rua Teixeira de Freitas, 5 salas 301, Lapa, Centro, Rio de Janeiro, tem por objetivo primacial levar o conhecimento teórico do Direito aos estagiários da advocacia, bem como aos estudantes do Direito. Possui um auditório, salas de aula e uma parte da Biblioteca de 60 000 volumes do IAB.

### Biblioteca
Com riquíssimo acervo em várias áreas do saber jurídico, a sua Biblioteca, situada no quinto andar da Casa do Advogado do Rio de Janeiro (à Av. Marechal Câmara, Nº 210, bairro Castelo), foi fundada em 7 de setembro de 1895.

## Publicações
Edita o IAB duas publicações permanentes: um jornal e uma revista.
- Folha do IAB: o jornal bimestral do Instituto, com publicação também em PDF, disponível aqui
- Revista do IAB: reúne escritos de seus membros, divulgando matérias de interesse jurídico e teórico. Os exemplares mais recentes são disponibilizados para download, aqui